# Wilhelm Engelhard (artiste)
Pour les articles homonymes, voir Engelhard.
Friedrich Wilhelm Engelhard (né le 9 septembre 1813 à Grünhagen, mort le 23 juin 1902 à Hanovre) est un peintre et sculpteur hanovrien.

## Biographie
Engelhard suit d'abord une formation de tailleur d'ivoire à Londres et à Paris avant de commencer ses études de sculpture à l'école supérieure de commerce de Hanovre en 1837, avec le soutien de la famille royale hanovrienne. Il devient l'élève de Bertel Thorvaldsen à Copenhague en 1839 et de Ludwig Schwanthaler à Munich en 1841. En 1848, il est portraitiste à Hambourg et membre de l'Association des artistes hambourgeois de 1832 (de). De 1855 à 1858, il vit à Rome et en 1859, nommé par le roi Georges V, il revient à Hanovre pour participer à la décoration du château de Marienburg, où il conçoit la frise des Eddas (de). Engelhard est membre de l'Association des artistes de Hanovre à partir de 1859 et devient professeur à l'École polytechnique en 1869. Bien qu'il soit encore aujourd'hui représenté à Hanovre avec un grand nombre de sculptures, de monuments et d'œuvres d'art, il n'est pas le plus connu des sculpteurs hanovriens.
Il est le père du sculpteur Roland Engelhard (de).

## Œuvres
- Berlin-Gross Lichterfelde

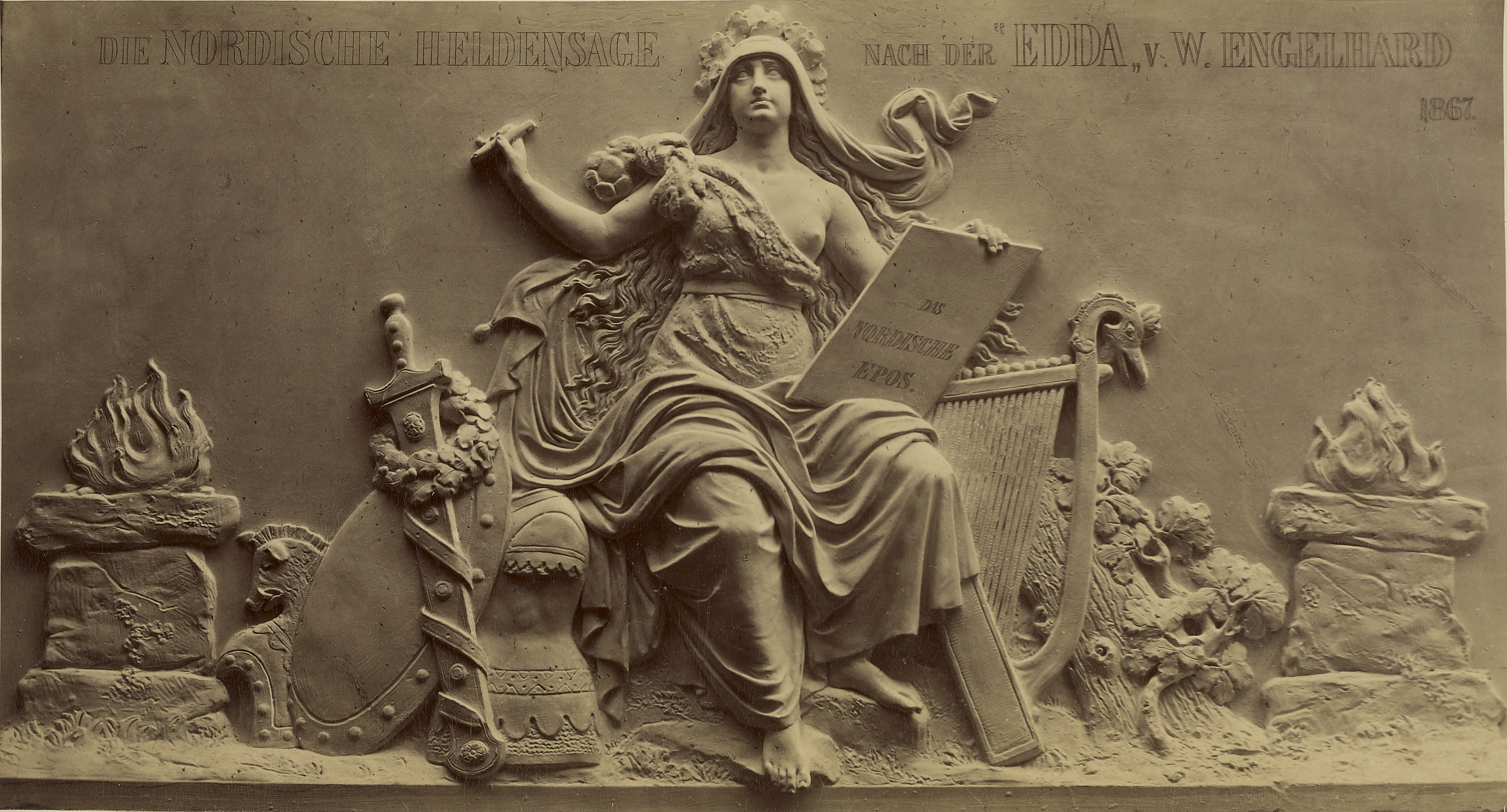
Premier panneau de la frise des Eddas.

  - Statue colossale de l'archange Michel, au sommet du dôme de l'École principale prussienne des cadets (1876)
- Hanovre
  - Reliefs sur la "Maison des domaines provinciaux", Schiffgraben (aujourd'hui ministère des Finances de Basse-Saxe (de)) (vers 1880)
  - Reliefs et figures de la Maison des artistes (de), Sophienstraße (vers 1855)
  - Monument à Wotan, Planckstrasse (arrière du Musée de Basse-Saxe) (1888)
  - Monument à Schiller, Georgstraße (de) (1863)
  - Figures de la fontaine du marché, Am Markt (à côté de l'ancien hôtel de ville de Hanovre (de)) (1881) d'après les dessins de Hermann Schaper
- Hanovre-Herrenhausen
  - Statue assise de l'électrice Sophie, dans le Grand Jardin (de) de Herrenhausen (1876-1878)[2]
- Bad Harzburg
  - Relief de Bismarck sur la colonne Canossa (de) sur le Burgberg (1877), en collaboration avec l'architecte Hermann Strümpelt